# (1749) Теламон
(1749) Теламон (др.-греч. Τελαμών) — довольно крупный троянский астероид Юпитера, движущийся в точке Лагранжа L4, в 60° впереди планеты. Астероид был открыт 29 сентября 1949 года немецким астрономом Карлом Рейнмутом в обсерватории Хайдельберг в Германии и назван в честь Теламона, персонажа древнегреческой мифологии, неоднократно упоминаемого в «Илиаде» Гомера.

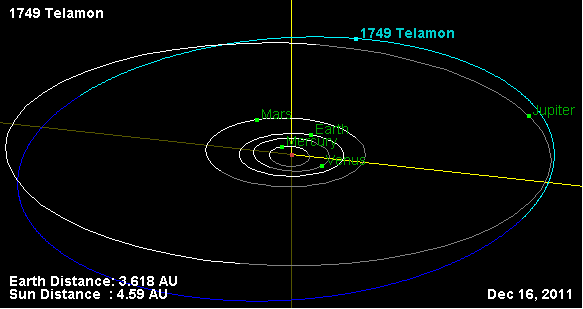
Орбита астероида Теламон и его положение в Солнечной системе